# Hyundai Nexo
Hyundai Nexo (укр. Хюндай Нексо) - передньопривідний кросовер з силовою установкою на основі  водневих паливних елементів. 

## Перше покоління

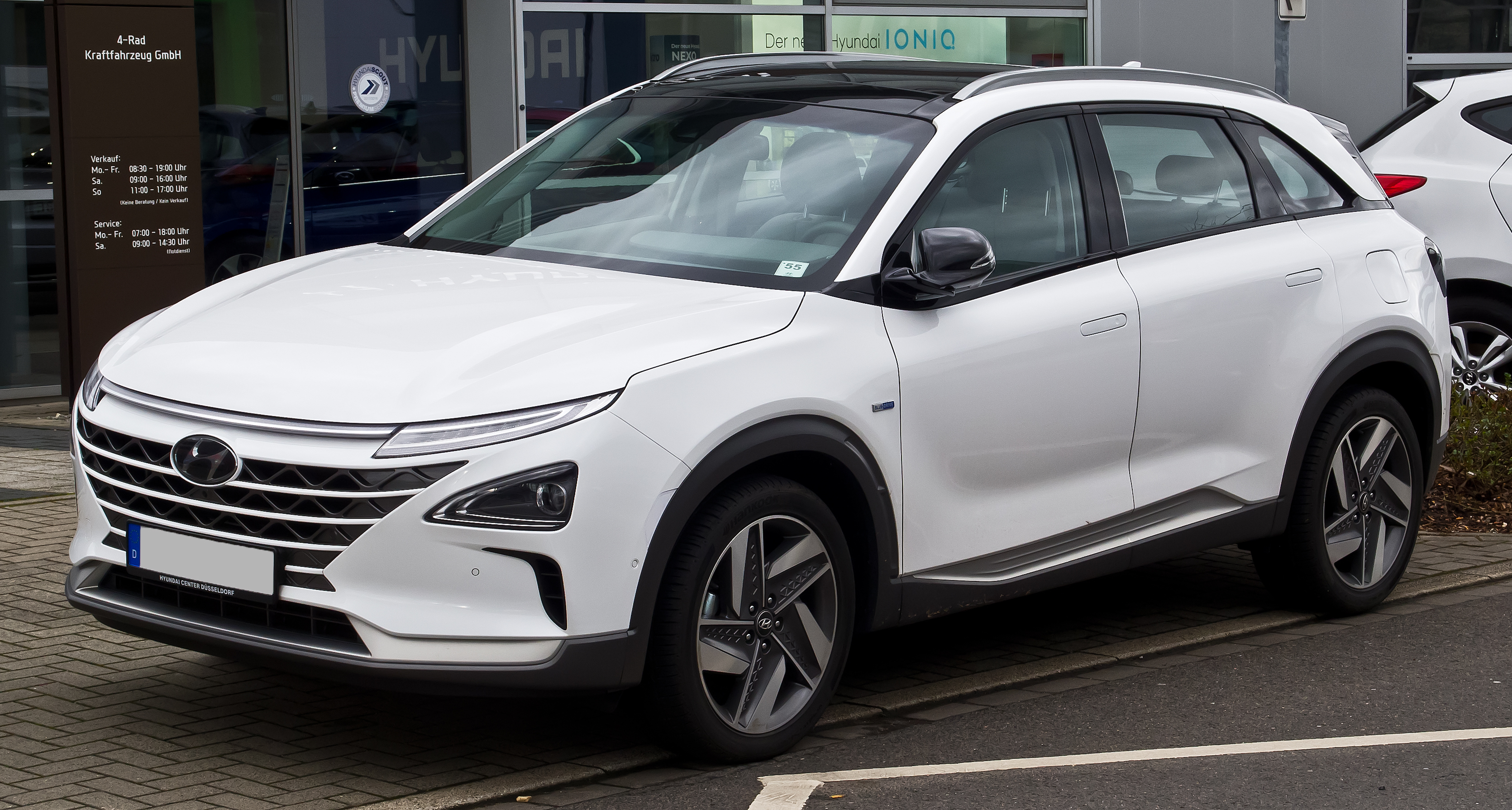
Hyundai Nexo I

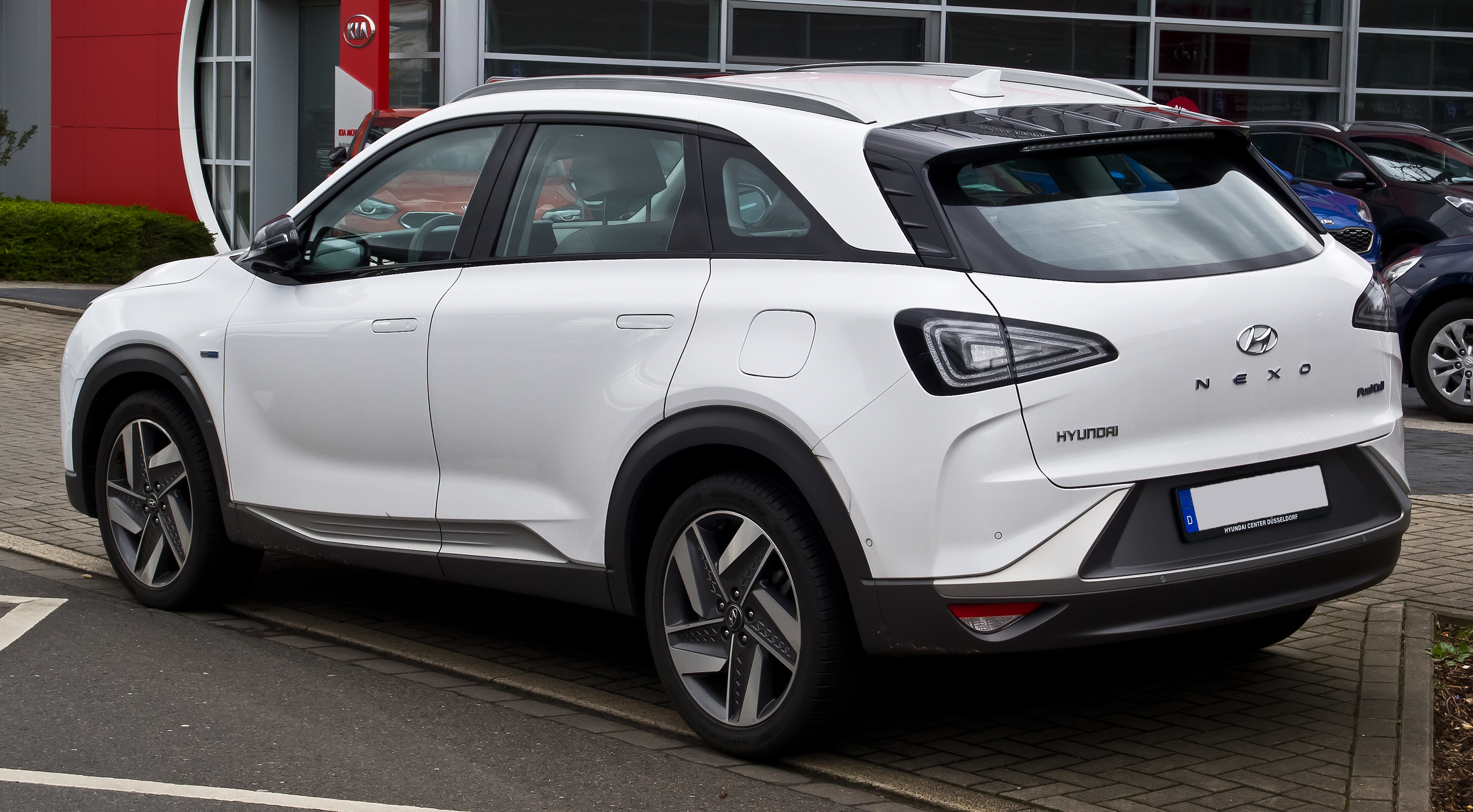
Hyundai Nexo I

Офіційна презентація автомобіля відбулася на Шоу споживчої електроніки (CES) в Лас-Вегасі 8 січня 2018 року, передсерійний варіант показали в серпні 2017 року в Сеулі.
Hyundai Nexo отримав більш легку конструкцію, а також, в порівнянні з попередніми моделями, більш потужний електродвигун і інше паливне обладнання. Під підлогою автомобіля розташувалися 3 балона по 52.2 л, виконані з композитних матеріалів. Вони здатні вміщати до 6.3 кг водню, яким можна заправитися за 5 хвилин. При цьому запас ходу з наповненими балонами складає майже 600 км по американському циклу EPA і трохи більше 800 км по європейському циклу NEDC.

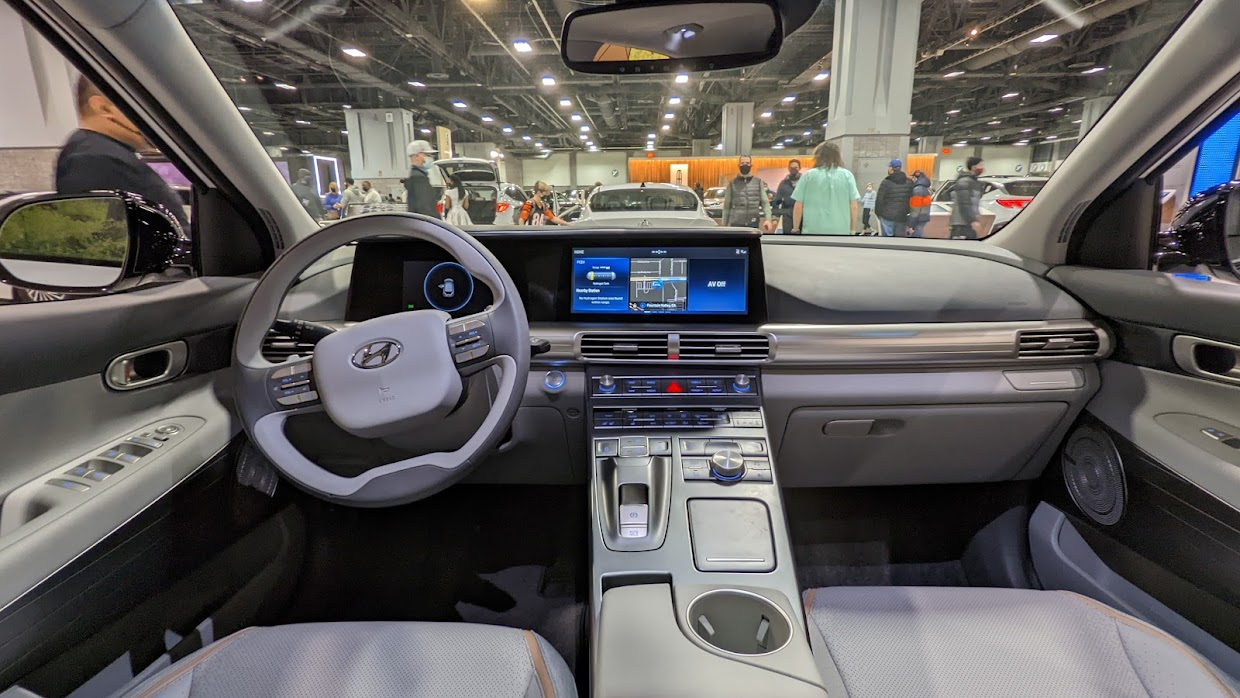

Автомобіль приводить в рух електромотор, що видає 154 к.с. і 395 Нм крутного моменту. Загальна віддача батареї, розташованої під багажником, і генератора на паливних елементах становить 135 кВт. Результатом є розгін до 97 км/год за 9.5 с. Максимальна швидкість складає 177 км/год.
Зовні Нексо відрізняється дворівневої оптикою (проглядається схожість з моделлю Kona), суцільною лінією ходових вогнів, простягнутою від фари до фари, хвилеподібним малюнком решітки радіатора, а також висуваються з дверних панелей ручками. Характерними елементами ззаду є чорний спойлер, «знекровлені» діодні ліхтарі, що світяться червоним тільки після запуску, а також захований двірник заднього скла.

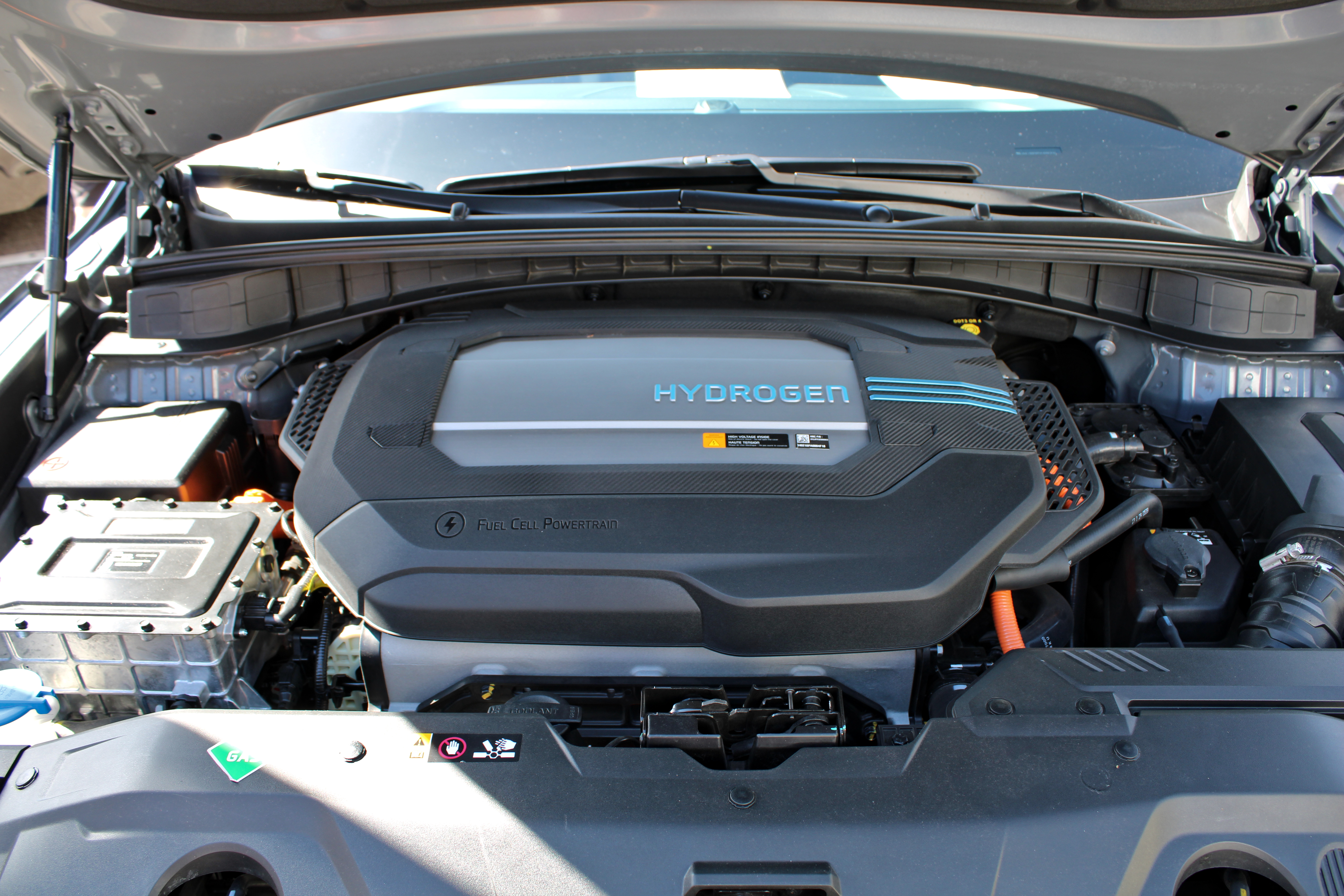

Оформлення передньої панелі електрокросовера виділяється двухспіцевие рульовим колесом, 7-дюймовим кластером замість класичної приладової панелі, 12.3-дюймовим сенсорним екраном медіа-системи та широченним (за мірками класу) центральним тунелем, на верхньому рівні якого розташувалося більшість органів управління автомобілем у вигляді розсипу кнопок. Що стосується багажника, то інженерам вдалося зробити так, щоб наявність балонів і батареї не позначилося на його обсязі, - він дорівнює 839 л. Варто зазначити, що частина панелей салону виконана з перероблених матеріалів.
З точки зору електронних систем NEXO - на вістрі сучасних технологій. Якщо адаптивним круїз-контролем, що використовують дані навігаційної системи, вже нікого не здивуєш, так само як і підрулюючою для утримання в смузі системою (працює на швидкості до 145 км/год), цікавою все ж здасться система BVM. Це монітор сліпих зон, який не просто попереджає про перешкоду при перестроюванні, але виводить на екран картинку з розташованих під дзеркалами ширококутних камер. Крім того, автомобіль вміє самостійно паркуватися, незалежно від того, чи знаходиться водій всередині кросовера (при русі заднім ходом вогні не тільки світяться білим, але ще і проектують на дорожнє покриття світловий малюнок, попереджаючи про маневр).

## Друге покоління

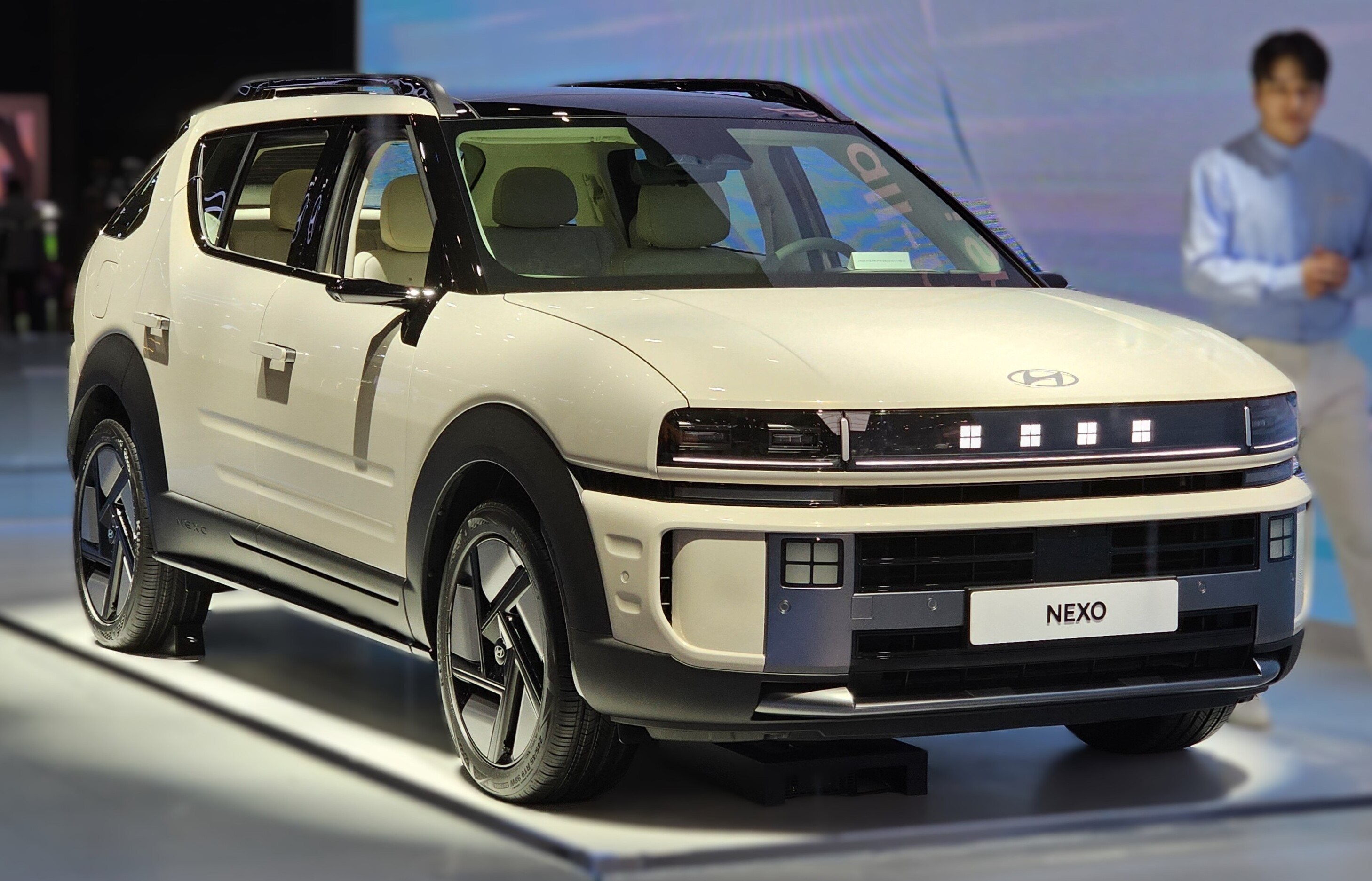
Hyundai Nexo II

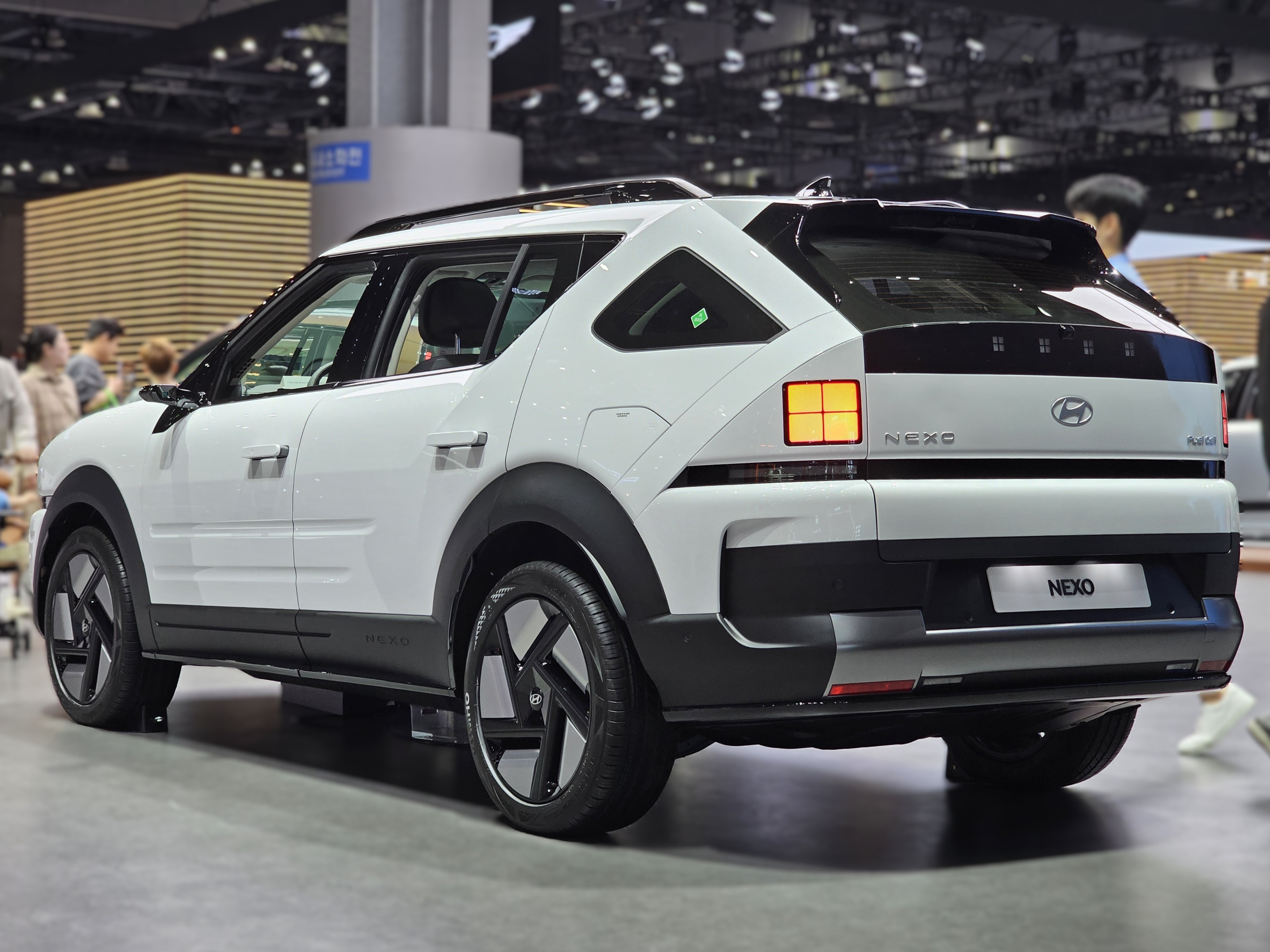
Hyundai Nexo II

Друге покоління Nexo було представлено як концепт Hyundai Initium 31 жовтня 2024 року. 3 квітня 2025 року було представлено серійну версію, яка є досить схожою на концепт Initium. 